# Krzaki (Zarzecze)
Krzaki – przysiółek wsi Zarzecze w Polsce, położony w województwie podkarpackim, w powiecie niżańskim, w gminie Nisko.
Wierni kościoła rzymskokatolickiego należą do  parafii Matki Boskiej Śnieżnej w Zarzeczu.
W latach 1975–1998 przysiółek należał administracyjnie do województwa tarnobrzeskiego.

## Sport
W Krzakach swoją siedzibę ma klub piłkarski Herosi Krzaki-Słomiana, który w sezonie 2021/2022 przystąpił do rozgrywek klasy B. 3 czerwca 2022 roku rozegrał swój mecz domowy na płycie głównej stadionu Podkarpackiego Centrum Piłki Nożnej w Stalowej Woli.